# Смит, Уильям, 2-й виконт Хамблден
Уильям Фредерик Дэнверс Смит, 2-й виконт Хамблден (англ. Frederick Smith, 2nd Viscount Hambleden; 12 августа 1868 — 16 июня 1928) — английский потомственный пэр, бизнесмен и консервативный политик. Он также был известен как Фредерик Смит c 1868 по 1913 год.

## Происхождение и образование
Родился 12 августа 1868 года. Младший сын политика Уильяма Генри Смита (1825—1891) и Эмили Дэнверс Смит, 1-й виконтессы Хамблден (1828—1913). Он получил образование в Итонском колледже и Новом колледже Оксфордского университета.

## Карьера
Смит был вовлечен в управление семейным бизнесом WH Smith, который был основан его дедом Уильямом Генри Смитом (1792—1865). Он унаследовал единоличный контроль над бизнесом от своего отца в 1891 году и передал его своему сыну.
В 1891 году он также стал преемником своего отца Уильяма Генри Смита на посту члена Палаты общин от избирательного округа Стрэнд, занимая это место до января 1910 года. Его быстрое получение места в парламенте, которое занимал его отец, возможно, сыграло свою роль в том, что он стал объектом шантажа со стороны печально известного отравителя доктора Томаса Нила Крима, который (писавшего под вымышленным именем) утверждал, что у него есть доказательства того, что Смит отравил проститутку.
Это была одна из трех известных попыток шантажа, которые могли быть настоящим мотивом серии отравлений Крима в районах Степни и Ламбет в Лондоне с октября 1891 года по апрель 1892 года. Они сыграли небольшую роль в окончательном аресте, судебном преследовании и осуждении Крима в Олд-Бейли в октябре 1892 года и его казни в следующем месяце.
Уильям Смит был произведен в лейтенанты во 2-й Бакингемширский стрелковый добровольческий полк (Итонский колледж) в 1885 году, но вышел в отставку в 1887 году. В 1891 году он был произведен в младшие лейтенанты в 1-й Королевский Девонский йоменский полк. Он был произведен в лейтенанты в 1892 году, капитаны в 1895 году, майоры в 1902 году и подполковники в 1914 году. Он служил в Имперских йоменах во время Второй англо-бурской войны. Смит был произведен в почетные полковники Королевской Девонской йоменской артиллерии в 1922 году.
13 августа 1913 года после смерти своей матери Эмили Смит, 1-й виконтессы Хамблден (1828—1913), Уильям Смит унаследовал титул 2-го виконта Хамблдена и стал членом Палаты лордов Великобритании.

## Личная жизнь
26 июля 1894 года Уильям Смит женился на леди Эстер Джорджиана Кэролайн Гор (1870 — 11 октября 1955), младшей дочери Артура Гора, 5-го графа Аррана, и достопочтенной Эдит Элизабет Генриетты Джоселин (1845—1871). У супругов было пятеро детей:
- Достопочтенная Эдит Мэйбл Эмили Смит (20 июля 1901 — 8 июня 1973)
- Уильям Генри Смит, 3-й виконт Хамблден (25 июля 1903 — 31 марта 1948), старший сын и преемник отца.
- Подполковник Достопочтенный Джеймс Фредерик Артур Смит (27 января 1906 — 24 сентября 1980)
- Подполковник Достопочтенный Дэвид Джон Смит (20 мая 1907 — 25 ноября 1976)
- Достопочтенная Маргарет Эстер Люси Смит (1 августа 1908—1980).